# Evolvulus goyazensis
Evolvulus goyazensis är en vindeväxtart som beskrevs av Damm. Evolvulus goyazensis ingår i släktet Evolvulus och familjen vindeväxter. Inga underarter finns listade i Catalogue of Life.